# Maurice Binder
Maurice Binder (* 25. August 1925 in New York City, USA; † 9. April 1991 in London, England) war ein US-amerikanischer Filmschaffender, der vor allem Filmvorspanne und Trailer gestaltete. Besondere Berühmtheit erlangte Binder mit den Titelsequenzen der James-Bond-Filme, für die er zwischen 1962 und 1989 verantwortlich war.

## Leben
Seine Karriere begann Binder bei dem New Yorker Warenhaus Macy’s, für das er Kataloge und Werbekampagnen gestaltete. Während des Zweiten Weltkriegs wechselte er in das Filmgeschäft. Für das Filmstudio Columbia Pictures gestaltete er zunächst Anzeigen und Filmposter, bevor er von Regisseur Stanley Donen 1958 seinen ersten Auftrag für einen Film erhielt, den Titelvorspann für Indiskret mit Ingrid Bergman und Cary Grant zu entwerfen.

### James Bond
Fortan arbeitete er noch häufiger mit Donen zusammen. Durch den Vorspann zu der Komödie Vor Hausfreunden wird gewarnt (1960) machte er die Produzenten Albert R. Broccoli und Harry Saltzman auf sich aufmerksam, die ihn für die Titelsequenz des ersten James-Bond-Films James Bond jagt Dr. No engagierten. Das Ergebnis gefiel den Produzenten und kam auch beim Publikum so gut an, sodass Binder von nun an bis zu seinem Tod alle weiteren Vorspannsequenzen der nachfolgenden James-Bond-Filme gestaltete. Davon ausgenommen waren die Filme Liebesgrüße aus Moskau und Goldfinger. Die Eingangssequenz, in der James Bond von rechts kommend auf der Leinwand erscheint und dann in Richtung Publikum schießt, war die bekannteste Idee für seine Gestaltung des Filmvorspanns und wurde zu einem Markenzeichen der Bond-Filme, dessen Wiedererkennungswert so große Bedeutung erlangte, dass sie auch bei den späteren Filmen beibehalten wurde.

### Stil
In seinen frühen Filmen bis Mitte der 1960er Jahre verwendete Binder noch – dem Stil seines Vorbildes Saul Bass entsprechend – häufig animierte grafische Objekte, etwa Kreise oder Spiralen, etwa in Charade oder Dr. No. Bereits zu dieser Zeit waren das Spiel mit Farbe und Bewegung für ihn typisch, ebenso wie ein Sinn für Humor, etwa bei Vor Hausfreunden wird gewarnt oder Jagt den Fuchs!. Später perfektionierte er vor allem durch die Anfangssequenzen der James-Bond-Filme seinen „typischen“, sofort erkennbaren Stil: Die Verwendung von Farbfiltern und Silhouetten – bei den Bond-Filmen hauptsächlich von nackten oder halbnackten Frauen – und die Kombination von Realaufnahmen mit grafischen Elementen und Animation.

### Arbeitsweise
Bei der Umsetzung seiner Ideen arbeitete Binder meistens allein und ließ sich nur selten von einem Assistenten unterstützen. Mit den Ergebnissen seiner Arbeit blieb er jedoch meistens unzufrieden. Dies führte dazu, dass er die von ihm erstellten Sequenzen zumeist „in letzter Minute“ abgab, was Spannungen mit den Produzenten zur Folge hatte. Diese konnten bei den üblichen Testvorführungen nie den eigentlich geplanten Vorspann berücksichtigen, was die Gesamtwirkung des Films beim Publikum beeinträchtigte. In einem Fall sahen auch die Produzenten das Ergebnis erst bei der Uraufführung, da Binder mit seinem Filmmaterial kurz vor Beginn der Vorstellung im Theater erschien und dieses noch in die bereits vorhandene Filmrolle eingefügt werden musste.

### Privates
Binder galt als „Freund der Frauen“, blieb allerdings zeitlebens unverheiratet und hatte auch keine Kinder. Laut Freunden stammte seine Entscheidung für ein Junggesellendasein aus seiner Scheu gegenüber Bindungen und Verpflichtungen.
Er baute mit den Jahren eine bedeutende Sammlung moderner Kunst auf, mit Werken etwa von Pablo Picasso oder Henri Matisse. Seine Sammelleidenschaft stammte aus seiner ästhetischen Begeisterung für die Werke, nicht aus finanziellen Erwägungen.

### Tod
Binder starb am 9. April 1991 in London an Lungenkrebs. Die Produktionsfirma der James-Bond-Filme, Eon Productions Ltd., hielt nach seinem Tod eine große Gedenkfeier im National Film Theatre ab.

## Filmografie (Auswahl)
- 1958: Indiskret (Indiscreet)
- 1960: Vor Hausfreunden wird gewarnt (The Grass is Greener)
- 1962: James Bond – 007 jagt Dr. No (Dr. No)
- 1962: Der zweite Mann (The Running Man)
- 1963: Charade
- 1964: Raubzug der Wikinger (The Long Ships)
- 1964: Beim siebten Morgengrauen (The 7th Dawn)
- 1965: Ekel (Repulsion)
- 1965: James Bond 007 – Feuerball (Thunderball)
- 1965: Jagt den Fuchs! (After the Fox/Caccia alla volpe)
- 1966: Ein Mann wird gejagt (The Chase)
- 1966: Arabeske (Arabesque)
- 1966: Die schwarze 13 (Eye of the Devil)
- 1966: Der Gentleman-Zinker (Kaleidoscope)
- 1967: Zwei auf gleichem Weg (Two for the Road)
- 1967: James Bond 007 – Man lebt nur zweimal (You Only Live Twice)
- 1967: Das Milliarden-Dollar-Gehirn (Billion Dollar Brain)
- 1969: Luftschlacht um England (Battle of Britain)
- 1969: James Bond 007 – Im Geheimdienst Ihrer Majestät (On Her Majesty’s Secret Service)
- 1970: Das Privatleben des Sherlock Holmes (The Private Life of Sherlock Holmes)
- 1971: James Bond 007 – Diamantenfieber (Diamonds Are Forever)
- 1972: Der junge Löwe (Young Winston)
- 1973: James Bond 007 – Leben und sterben lassen (Live and Let Die)
- 1974: Gold
- 1974: Die Frucht des Tropenbaumes (The Tamarind Seed)
- 1974: James Bond 007 – Der Mann mit dem goldenen Colt (The Man with the Golden Gun)
- 1976: Brüll den Teufel an (Shout at the Devil)
- 1977: James Bond 007 – Der Spion, der mich liebte (The Spy Who Loved Me)
- 1978: Die Wildgänse kommen (The Wild Geese)
- 1979: James Bond 007 – Moonraker – Streng geheim (Moonraker)
- 1980: Die Seewölfe kommen (The Sea Wolves)
- 1980: Das Erwachen der Sphinx (The Awakening)
- 1980: Der letzte Countdown (The Final Countdown)
- 1981: Das Condor-Komplott (Green Ice)
- 1981: James Bond 007 – In tödlicher Mission (For Your Eyes Only)
- 1983: James Bond 007 – Octopussy (Octopussy)
- 1985: James Bond 007 – Im Angesicht des Todes (A View to a Kill)
- 1985: Rhapsodie in Blei (Rustler's Rhapsody)
- 1986: Shanghai Surprise
- 1987: James Bond 007 – Der Hauch des Todes (The Living Daylights)
- 1987: Der letzte Kaiser (The Last Emperor)
- 1988: Die Täuscher (The Deceivers)
- 1989: James Bond 007 – Lizenz zum Töten (Licence to Kill)
- 1990: Mister Johnson (Mister Johnson)
- 1990: Himmel über der Wüste (The Sheltering Sky)
- 1990: Hamlet
- 1991: Die Strauß-Dynastie (The Strauss Dynasty)